# IMP-16

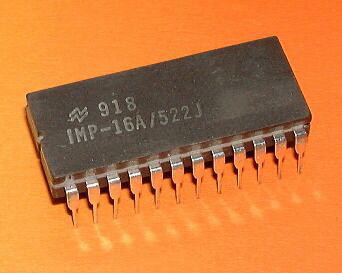
IMP 16A

ナショナル セミコンダクター製のIMP-16は、最初の複数チップの16ビットマイクロプロセッサーである。
IPM-16は、5つのPMOS集積回路からなっている。データパスを提供する4つの4ビットRALU (Register and ALU)チップと、流れを制御し、マイクロコードを保持する1つのCROM (Control and ROM)である。
IMP-16は、16ビットのアキュムレーターを持ち、内2つはインデックス・レジスタとして使うことができる。
命令セットアーキテクチャは、データゼネラルNovaに類似している。
IMP-16は、ナショナル セミコンダクター製のPACEとINS8900という単一チップの16ビットマイクロプロセッサに置き換えられた。これらは類似のアーキテクチャではあるが、バイナリー互換性はない。